# Šventežeris
Šventežeris (ryska: Швентэжерис) är en ort i Litauen. Den ligger i den södra delen av landet, 120 km väster om huvudstaden Vilnius. Šventežeris ligger 174 meter över havet och antalet invånare är 274.
Terrängen runt Šventežeris är huvudsakligen platt. Šventežeris ligger uppe på en höjd. Runt Šventežeris är det glesbefolkat, med 20 invånare per kvadratkilometer. Närmaste större samhälle är Lazdijai, 8,7 km väster om Šventežeris. I omgivningarna runt Šventežeris växer i huvudsak blandskog.